# Jacques Villeneuve (oncle)
 Jacques Villeneuve  (Berthierville, Quebec, 4 de novembre del 1953) va ser un pilot de curses automobilístiques quebequès que va arribar a disputar curses de Fórmula 1. És el germà de Gilles Villeneuve i oncle de Jacques Villeneuve, també pilots de Fórmula 1.

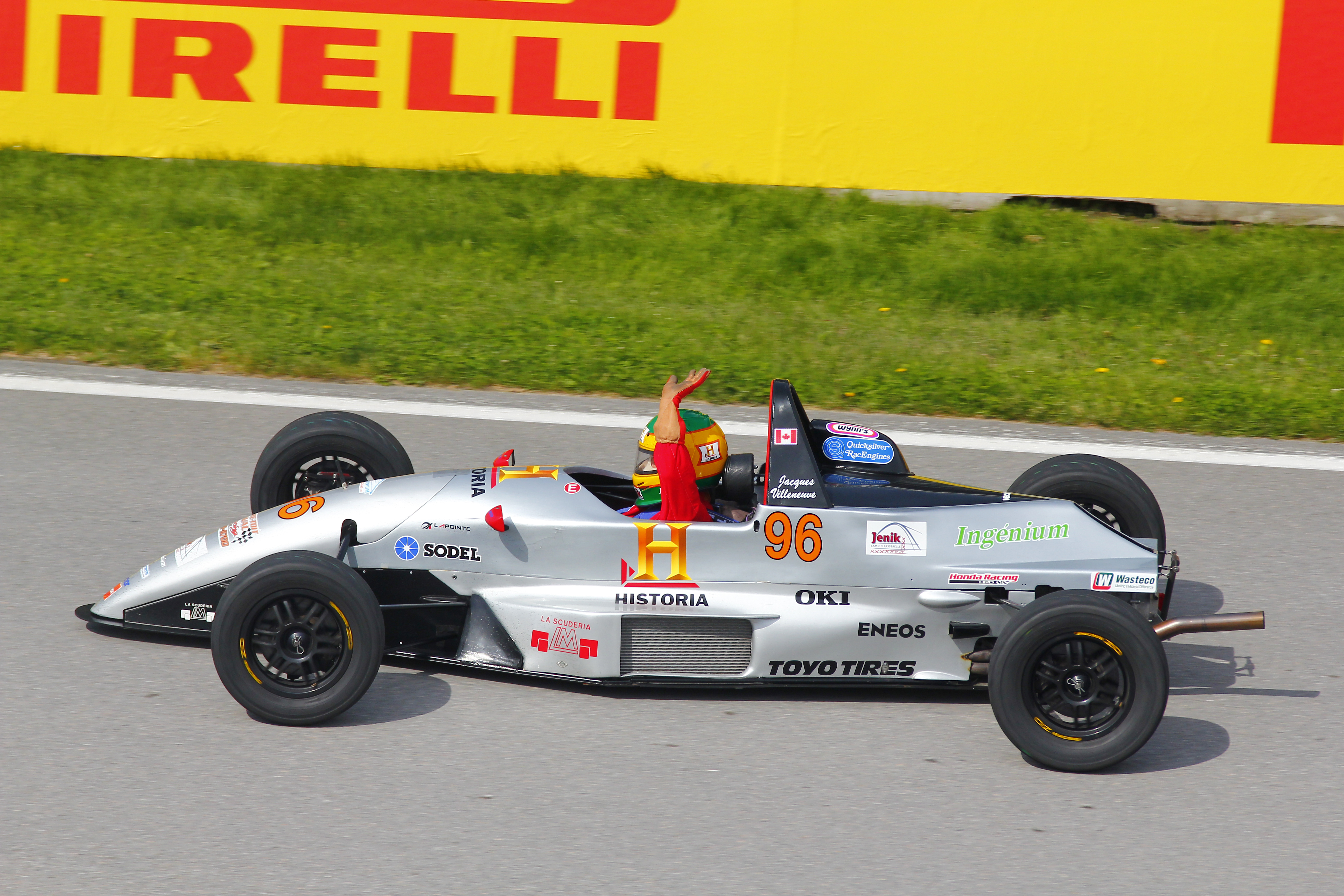

## A la F1
Jacques Villeneuve va debutar a la catorzena i penúltima cursa de la temporada 1981 (la 32a temporada de la història) del campionat del món de la Fórmula 1, disputant el 27 de setembre del 1981 el G.P. del Canadà al circuit de Gilles Villeneuve a Mont-real.
Va participar en un total de tres curses puntuables pel campionat de la F1, disputades en dues temporades no consecutives (1981 i 1983),no aconseguint classificar-se per disputar cap cursa i no assolí cap punt pel campionat del món de pilots.

## Resultats a la Fórmula 1
| Any  | Equip                     | Xassís | Motor    | 1     | 2     | 3   | 4   | 5   | 6   | 7     | 8       | 9   | 10  | 11  | 12  | 13  | 14      | 15      | Posició | Punts |
| ---- | ------------------------- | ------ | -------- | ----- | ----- | --- | --- | --- | --- | ----- | ------- | --- | --- | --- | --- | --- | ------- | ------- | ------- | ----- |
| 1981 | Arrows Racing Team        | Arrows | Cosworth | O.USA | BRA   | ARG | SMR | BEL | MON | ESP   | FRA     | GBR | ALE | AUT | HOL | ITA | CAN NVQ | LVG NVQ | -       | 0     |
| 1983 | RAM Automotive Team March | March  | Cosworth | BRA   | O.USA | FRA | SMR | MON | BEL | E.USA | CAN NVQ | GBR | ALE | AUT | HOL | ITA | EUR     | SUD     | -       | 0     |

### Resum
| Curses: | Victòries: | Pòdiums: | Poles: | Voltes ràpides: | Punts: |
| ------- | ---------- | -------- | ------ | --------------- | ------ |
| 3 (0)   | 0          | 0        | 0      | 0               | 0      |